# メガネトップ
株式会社メガネトップ（MEGANETOP Co., Ltd.）は、メガネ、コンタクトレンズ、補聴器、関連商品を販売する会社。本社は静岡市葵区伝馬町8番地の6に位置し、本社屋はテレビ静岡「メディアシティ静岡」ビルディングを購入して“トップセンタービル”と改称している。

## 歴史
- 1976年 - 冨澤昌三が前身となる眼鏡の平和堂を静岡市に開店。
- 1980年5月20日 - 株式会社メガネトップを設立する。
- 1997年6月 - 株式を店頭公開する。
- 2000年12月 - 東京証券取引所2部（現・スタンダード）に上場する。
- 2002年8月 - 東京証券取引所1部（現・プライム）に指定替えする。
- 2006年7月 - 「レンズダイレクト」と「アルク」を展開する株式会社ベンシスジャパンを合併する。
- 10月7日 - 新店舗「眼鏡市場」でレンズとフレームを税込18,900円（レンズの追加料金なし）で販売する。10月20日に、同様のコンセプトを持つ弐萬圓堂が静岡市へ出店する直前のことであった。
- 2009年10月16日 - 創業家が資産管理会社の株式会社富澤を設立[2]する。
- 2013年4月16日 - 株式会社富澤が株式公開買付けを5月30日まで実施[3]する。
- 6月6日 - 株式会社富澤が48.23パーセント (%) の株式を取得し、代表取締役会長と社長の保有分を合算して経営陣の議決権所有割合は73.85%[4]となる。
- 8月23日 - 上場廃止。
- 8月28日 - 二段階買収による一般株主の株式取得を完了する。
- 2017年4月4日 - 一部の眼鏡市場店舗で販売するALOOK商品は、4月以降に順次扱いを止める[5]。
- 2018年3月 - 眼鏡市場と併設していたALOOK店舗は、4月以降に統合[6]する。
- 2020年3月20日 - 初の海外店舗となる「眼鏡市場 統一時代百貨台北店」が開店[7]。
- 2021年8月 - 二部上場廃止。

## グループの店舗
メガネトップグループ
- ALOOK（アルク）
- 眼鏡市場
- FIT ME（フィットミー）
- コンタクトマン
- レンズダイレクトR

オンラインショップ
- レンズダイレクト（コンタクトレンズのネット通信販売専門店）

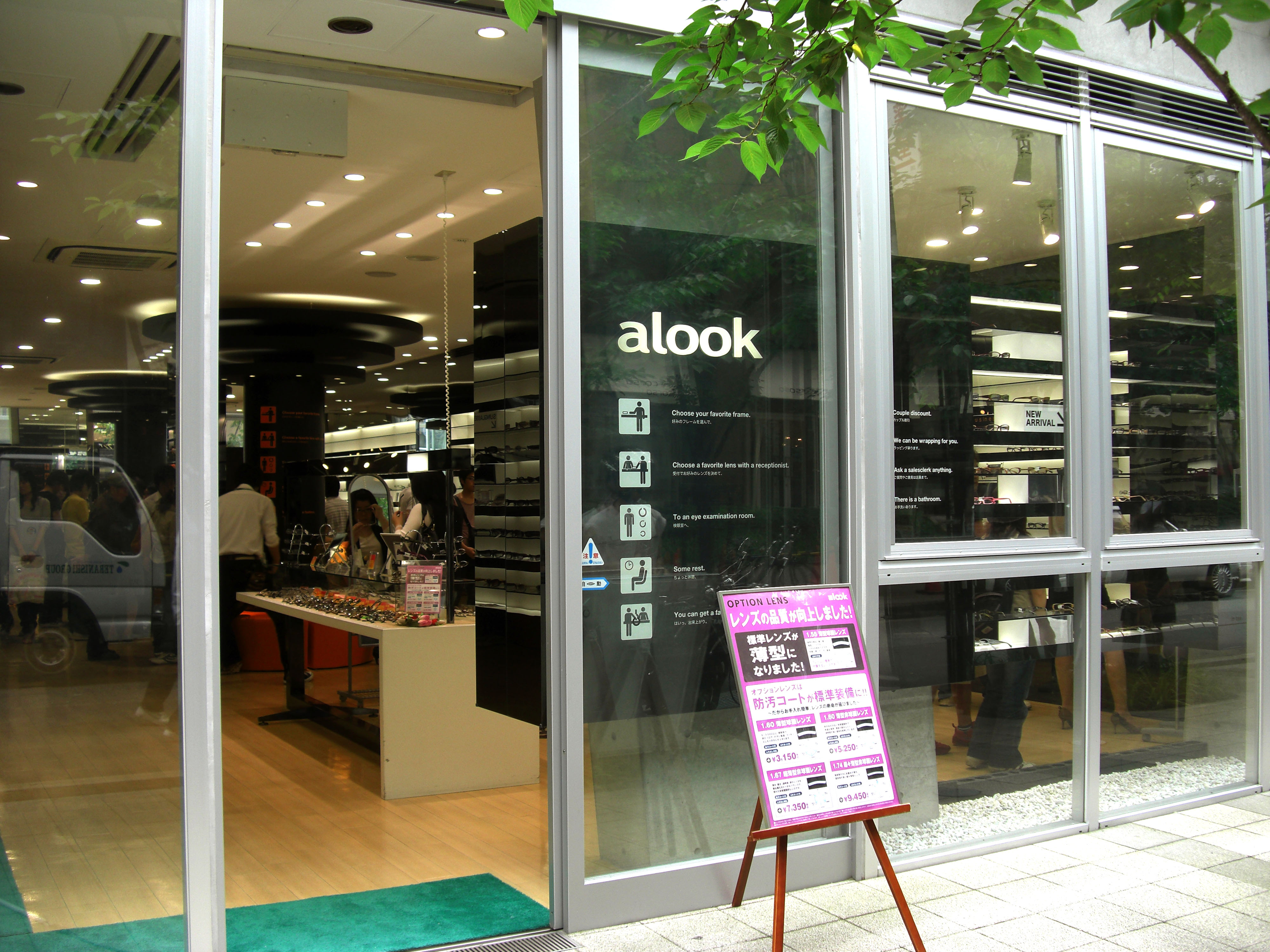
alookアーバンテラス茶屋町店（大阪市）
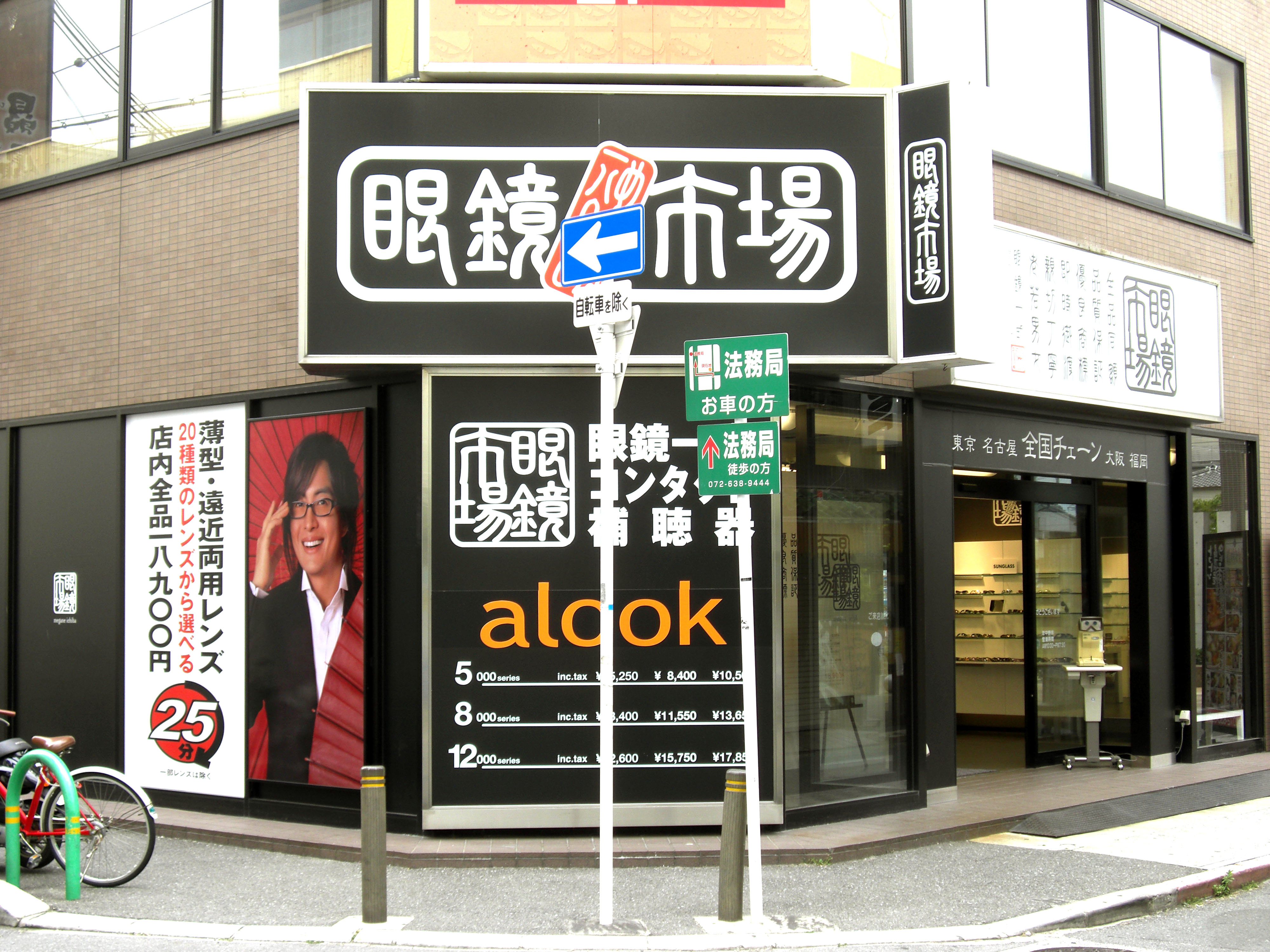
眼鏡市場茨木東店（大阪府茨木市、旧ロゴ）
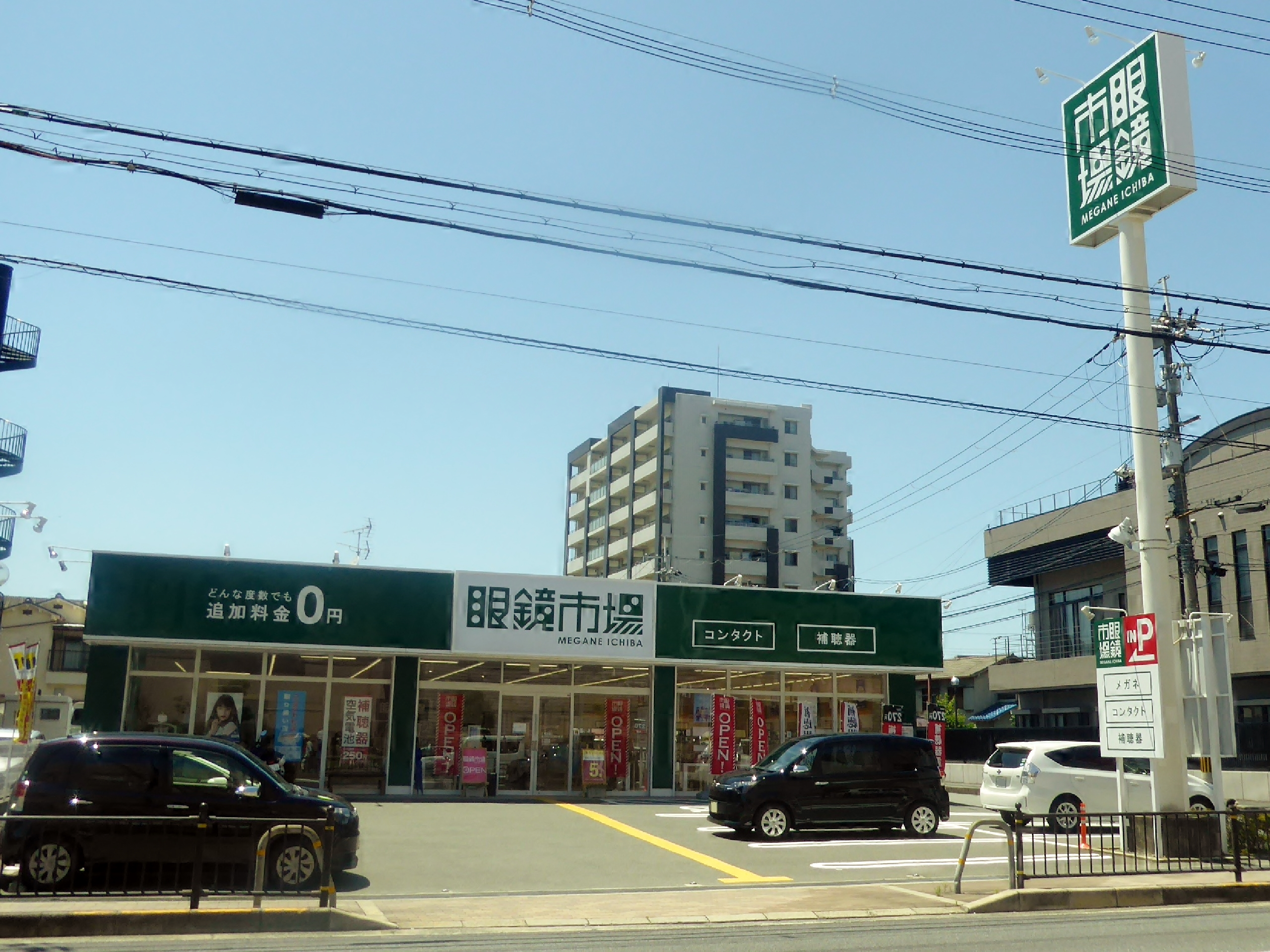
眼鏡市場茨木下穂積店（大阪府茨木市、新ロゴ）

## 雑記
株主優待制度で、グループ店舗でメガネ一式購入の際に3割引きとなる。
本社屋上に、コミュニティFM局シティエフエム静岡（FM-Hi!）の送信アンテナとテレビ静岡の情報カメラが設置されている。

## CMキャラクター
- 高島忠夫
- 小林繁
- 武田鉄矢
- 藤田まこと
- 加藤晴彦
- 片平なぎさ
- 松平健
- ジャン・レノ

眼鏡市場
- 生島ヒロシ
- ペ・ヨンジュン
- 本村健太郎
- ベッキー かつてはメガネの田中チェーンのCMキャラクターを務めた。
- 古谷一行
- 岡江久美子
- 松岡修造
- 西田敏行
- 井浦新
- 渡辺謙
- 松田聖子[8]
- 岡田准一
- 窪田正孝[9]
- 門脇麦[9]
- ブラッド・エルドレッド（広島県域限定、2018年）
- ヘロニモ・フランスア（同上、2019年）
- クリス・ジョンソン（同上、2020年）
- 堂林翔太（同上、2021年）
- 達川光男（同上、2022年）
- 唐沢寿明
- 木村佳乃
- 馬場ももこ（北陸三県限定、2021年）
- 木村文乃
- 吉岡里帆

ALOOK
- きゃりーぱみゅぱみゅ[10]
- 大島優子

## CM提供番組
- 報道ステーション（テレビ朝日、21:54 - ）　火曜日・番組終盤ナショナルスポンサー。